# Capitaine Mauger
Le capitaine Mauger est un personnage du roman français d’Octave Mirbeau, Le Journal d'une femme de chambre (1900).

## Un grotesque fantoche
Le capitaine Mauger est le voisin des Lanlaire, au Mesnil-Roy, et il les déteste et leur cherche toujours des noises, s’amusant par exemple à jeter des pierres sur leurs châssis. Pour la femme de chambre Célestine, c’est « un vrai type de loufoque » avec « une tête de carpe » et « des moustaches et une longue barbiche grises », « très sec, très nerveux, très agité ». Sa grande fierté est de « manger de tout » : « Il n’y a pas d’insectes, pas d’oiseaux, pas de vers de terre que je n’aie mangés. J’ai mangé des putois et des couleuvres, des rats et des grillons, des chenilles… » Comme Célestine, pour s’amuser, a « l’idée infernale » de le mettre au défi de dévorer son furet apprivoisé, Kléber, d’abord effaré, il se résout aussitôt à casser les reins à la pauvre bête confiante et à la faire préparer en gibelotte. Il a également apprivoisé un hérisson, qu'il a nommé Bourbaki.

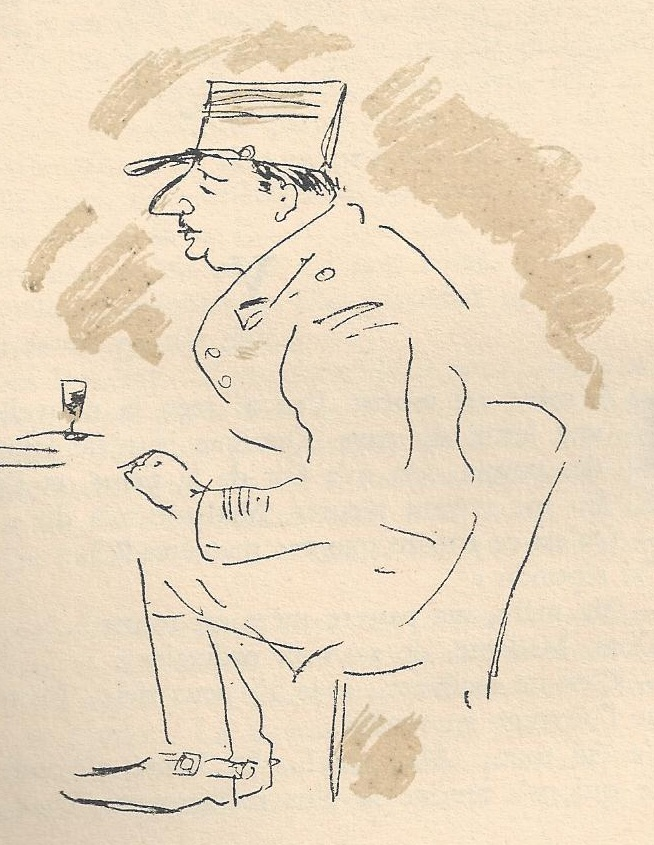
Le capitaine Mauger, par Jean Launois, 1935

Le capitaine Mauger vit en concubinage public avec sa bonne, Rose, devenue servante-maîtresse, qui espère jouir de son héritage et qui, en attendant, se met à tout régenter. Mais c’est elle qui meurt la première et Mauger se réjouit de lui avoir fait miroiter une fortune qu’il n’avait nullement prévu de lui laisser, ayant cassé son premier testament en sa faveur. Pour remplacer Rose, il pense aussitôt à Célestine et lui propose 35 francs par mois et « la chambre du maître ». Elle accueille sa proposition par un éclat de rire.
Dans l'infidèle adaptation de Luis Buñuel (1964), Célestine accepte au contraire la proposition du capitaine, incarné par Daniel Ivernel. Dans la nouvelle adaptation du roman par Benoît Jacquot (2015), c'est Patrick d'Assumçao qui interprète le rôle de Mauger.